# Trollenäs
Trollenäs  est un village de Suède, de la commune d'Eslöv dans le comté de Scanie. On y trouve le château de Trollenäs.